# Ursus arctos sitkensis
El oso pardo de Sitka u oso de las islas ABC (Ursus arctos sitkensis) es un mamífero carnívoro, subespecie de oso pardo (Ursus arctos) de la familia Ursidae.

## Distribución geográfica y hábitat
Se encuentra en Alaska (los Estados Unidos). Dentro de Alaska, reside en el sureste de Alaska y se encuentra en la isla del Almirantazgo, la isla Baranof y la isla Chichagof de Alaska. Estas islas tienen el nombre coloquial de las Islas ABC y forman parte del Archipiélago Alexander. 
Estos osos residen dentro del Bosque Nacional Tongass, que es parte de la zona de bosque lluvioso perhúmedo.

## Población
Según informes de UICN del año 2012:
- Isla del Almirantazgo: 1500 individuos, de los cuales 850 son maduros en un área de 3868 km². La población se encuentra estable y esta catalogada como preocupación menor.
- Isla Baranof e isla Chichagof: 2600 individuos, de los cuales 1430 son maduros en un área de 9471 km². La población se encuentra estable y esta catalogada como preocupación menor.

En conclusión, hay una alta densidad poblacional de osos en las islas ABC. Ocurre poca migración de hembras entre estas islas, algunas se mueven entre Barnof y Chichagof pero no entre estas y Almirantazgo sugiriendo dos poblaciones distintas. Se estima una población de 5000 osos entre estas poblaciones. El departamento de Alaska de caza y pesca a puesto un objetivo de cazar 166 osos por año para ser cazados por cazadores y "otras razones". En síntesis se indica una población grande y estable.

## Morfología
Los osos de las Islas ABC tienen la apariencia del típico oso pardo peninsular (Ursus arctos gyas), que incluye un pelaje de color chocolate con leche y un lomo jorobado, con un gran tamaño y reputación a juego. Aunque el oso es comúnmente de color chocolate con leche, puede variar de rubio a negro. Junto con la espalda jorobada, los osos también tienen un perfil ligeramente abombado en la cara. Los osos tienen garras delanteras largas. Los machos adultos pesarán en promedio 195-390 kg (430-860 lb), y las hembras adultas pesarán un promedio de 95-205 kg (210-450 lb). La altura adulta variará en promedio de 90 a 110 cm (35 a 43 pulgadas) en el hombro.

## Comportamiento y dieta
Los osos de la isla ABC suelen ser criaturas solitarias, excepto en áreas con abundantes fuentes de alimento. Las áreas con abundancia de alimentos básicos en su dieta pueden causar atracción para varios osos. Los osos de las Islas ABC alcanzarán la madurez sexual en promedio a la edad de cuatro a siete años, y el apareamiento se producirá entre mayo y julio. La hibernación invernal de estos osos ocurre entre los meses de octubre a abril, con junio a más tardar. Las hembras preñadas darán a luz cachorros en la madriguera en enero o febrero, con un tamaño promedio de camada de dos a tres cachorros. Los cachorros permanecen con la madre hasta tres años, tiempo durante el cual ella no quedará embarazada.
Los osos de las Islas ABC dependen de una dieta de flora y fauna endémica de la región. Para la flora esto incluye pastos, bulbos, bayas, arándanos y setas. Para la fauna, esto incluye animales como topillos, ratones, ardillas y salmones.

## Relación con los osos polares
Esta población de osos pardos tiene una estructura genética única, que los relaciona no solo con los osos pardos sino también con los osos polares. Este oso pardo conserva todos los atributos físicos y el comportamiento asociados con el oso pardo, sin embargo, llevan ADN mitocondrial que muestra una coincidencia más cercana a los osos polares que a los osos pardos. Se ha encontrado evidencia de que, a diferencia de sus vecinos de otras partes, los osos pardos de las islas ABC de Alaska están más cercanamente relacionados con los osos polares que los demás osos pardos del mundo. Los investigadores Gerald Shields y Sandra Talbot del Instituto Fairbanks de Biología Ártica de la Universidad de Alaska estudiaron el ADN de varias muestras de esta especie y encontraron que su ADN es diferente del de otros osos pardos. El descubrimiento ha mostrado que aunque todos los demás osos pardos comparten un parentesco cercano entre sí, aquellos osos pardos de las islas ABC de Alaska difieren y poseen una relación más cercana con el oso polar.

### Estudios

#### 1996
Se realizó un estudio sobre la filogeografía de los osos pardos en Alaska, específicamente la subespecie que existe dentro de Alaska. El estudio mostró que no hubo un flujo reciente de genes del Almirantazgo a otras islas o al continente. La investigación para el estudio comenzó en 1982, cuando los osos del Admiralty fueron equipados con collares y rastreados. Estos osos no abandonaron la isla durante ese tiempo. Se creía que estaba relacionado con las fuertes corrientes existentes en las aguas alrededor de la isla que impedían que los osos nadaran hacia masas de tierra cercanas. El estudio también analizó la posibilidad de refugio durante el Último Máximo Glacial, en el que la capa de hielo cordillerana cubría gran parte de la costa del Pacífico. Se cree que ciertas poblaciones solo existían en las Islas ABC.

#### 2011
Se realizó un estudio sobre la hibridación matrilineal del oso polar en relación con el linaje irlandés. El estudio utilizó la población de las Islas ABC para respaldar su hipótesis. Las comparaciones han demostrado que las Islas ABC tuvieron osos polares presentes durante el Último Máximo Glacial, pero lo más probable es que Irlanda no tuviera un hábitat adecuado. Los datos isotópicos óseos muestran que los osos irlandeses tenían una dieta terrestre similar a la de los osos pardos del Pleistoceno tardío de Alaska, y no similar a la dieta marina de los osos polares. Así se demuestra que los osos irlandeses tienen un ancestro común con los osos polares y los osos de las Islas ABC.

#### 2012
Un estudio internacional dirigido por la Penn State University y la Universidad de Buffalo ha estimado que los osos polares se separaron de los osos pardos hace entre 4 y 5 millones de años. Esto se habría debido a los cambios climáticos, que incluyeron edades de hielo. También se han documentado híbridos en el norte del mar de Beaufort en el Ártico de Canadá. Esta es un área donde el rango de osos polares se superpone con el rango de osos pardos. Los datos se recopilaron utilizando el genoma completo de tres osos pardos y un oso negro en comparación con un oso polar moderno y un oso polar que se estima en 120.000 años de edad. Los datos muestran que los osos pardos y los osos polares se aislaron al mismo tiempo que los osos negros se convirtieron en su propia especie. Los osos pardos y los osos polares continuaron aislados durante un largo período de tiempo, teorizado debido a la presencia de hielo, antes de que los cambios recientes permitieran que los osos polares y los osos pardos se cruzaran nuevamente. Se estima que los osos polares y los osos pardos comenzaron a cruzarse nuevamente hace unos 160.000 años. El estudio muestra que las estimaciones anteriores de los osos polares que existían hace solo 600.000 años estaban equivocadas y que, de hecho, han existido mucho más tiempo, hace cuatro o cinco millones de años. Este análisis de investigación en particular descubrió más similitudes genéticas entre los osos polares y los osos pardos de las Islas ABC. Esto indica que el estudio de los osos de las Islas ABC también es importante para comprender la evolución del oso polar.

#### 2013
La investigación dirigida por Beth Shapiro (Profesora Asociada) en la Universidad de California, Santa Cruz muestra que alrededor del 6.5% de los cromosomas X de los osos de las Islas ABC provienen recientemente de osos polares, en contraste con el 1% de los genomas de osos de las Islas ABC que contienen ADN de osos polares. El estudio se realizó utilizando siete osos polares, dos osos pardos y un oso negro para recopilar alelos ancestrales. Con base en una investigación que utilizó varios escenarios de simulación, el equipo concluyó que los osos de las Islas ABC descendían de osos polares que gradualmente se convirtieron en osos pardos mediante la hibridación de osos pardos machos que se dispersaban desde el continente de Alaska. Se cree que el actual ADN de los osos polares proviene de un grupo de osos polares que quedaron varados en el sureste de Alaska al final de la última edad de hielo, y los osos quedaron varados debido al retroceso del hielo. Esto sucedería con los osos pardos machos nadando hacia las islas y apareándose con las hembras de osos polares. El estudio de la Universidad de California, Santa Cruz muestra que los episodios de flujo genético entre osos polares y osos pardos ocurrieron solo en poblaciones aisladas, sin afectar a la población más grande de osos polares, en comparación con la hipótesis anterior de hibridación pasada que afectaba a todos los genes del oso polar para contener genes del oso pardo también.
Estudios anteriores han demostrado que los osos pardos de las islas ABC son descendientes de osos polares y de osos pardos dominados por machos. Los investigadores de este estudio presentan un modelo que los deriva de una población de osos polares que quedaron varados después del último período glacial, donde los osos pardos migraron a la isla y se cruzaron, dejando que el fenotipo y genotipo de estos osos sea principalmente oso pardo. El equipo de investigación plantea la hipótesis de que este puede ser un resultado común debido al cambio climático o cuando una especie aislada se ve invadida por una especie externa que puede formar híbridos. Los resultados finales muestran que los osos polares no tienen evidencia de ascendencia de oso pardo en sus genes y los osos de las Islas ABC muestran una clara ascendencia de genes de oso polar. Los restos fósiles del Último Máximo Glacial (LGM) muestran que no hubo hábitat adecuado para que los osos pardos ocuparan durante este tiempo, esto incluye el área en la que necesitan habitar. Sin embargo, los fósiles en esta área mostraron una concentración de mamíferos marinos, especialmente focas anilladas, que son un alimento básico común en la dieta de los osos polares.

## Amenazas
El conflicto con los seres humanos es un elemento fundamental de la perturbación del número de poblaciones de la especie. El conflicto puede incluir osos que ingresan a las poblaciones de la ciudad o amenazar a los cazadores en las islas. Otras posibles perturbaciones incluyen el cambio climático. Como demuestra esta subespecie de oso pardo, el cambio climático puede afectar a la especie en general.
El departamento de Alaska de caza y pesca a puesto un objetivo de asesinar 166 osos por año para ser cazados por cazadores y "otras razones".